# Efferia vertebrata
Efferia vertebrata är en tvåvingeart som först beskrevs av Stanley Willard Bromley 1940.  Efferia vertebrata ingår i släktet Efferia och familjen rovflugor.
Artens utbredningsområde är Kalifornien. Inga underarter finns listade i Catalogue of Life.